# نظام الدين الأميته‍وي
الشيخ نظام الدين عثماني الأميته‍وي (1493 - 1571 م / 900 - 979 هجري) هو كان عالمًا إسلاميًا هنديًا وقطب صوفيا لطائفة الشيشتية الصوفية من نسل الولي الصوفي الشيخ سري الساقطي من بغداد.

## النسل
كانت سلسلة نسب نظام الدين الأميته‍وي على النحو التالي:
نظام الدين بن محمد ياسين بن فخر الدين بن أبو الفضل بن تاج الدين عثماني

## الحياة و التعليم
ولد عام 1493 في قرية أميثي في مقاطعة لكناو بولاية أفاده السابقة في عائلة محمد ياسين أميثي.
بدأ تعليمه الابتدائي في سن مبكرة. ثم ذهب إلى جونبور ودرس على يد الشيخ معروف بن عبد الواسع ثم ذهب إلى منكبور و حصل الخلافة على الطريقة الشيشتية من نور الدين بن حميد الحسيني.

## الحياة العملية
ثم عاد إلى جونبور وبعد البقاء لبعض الوقت عاد إلى أميتي. تزوج مخدومة جهان، ابنة خاصه خُدا الصالحي في أميته‍ي ثم انتقل إلى جوباماو. ثم تزوج إبنة المفتي آدم ابن محمد الصديقي ومكث فيها فترة. ثم عاد إلى وطنه وقضى أيامه في السدانة والعبادة والتعليم. ثم عين شيخا.

## الوفاة و الأولاد
ثم انتقل إلى جوباماو وتوفي هناك عام 1571. ودُفن في مسقط رأسه أميتي. بنى تاردي بيك ضريحًا ضخمًا في ضريحه.
وُلد ستة أطفال من بطن زوجته مخدومة جهان. وهم عبد الجليل وعبد الوهاب وعبد الواسع ومحمد وأحمد وعبد الحليم. ومنهم عبد الواسع وعبد الوهاب وعبد الجليل استشهد الأميته‍وي وفاتهم في حياته. ولد ابن لزوجته الثانية واسمه جعفر.